# Subartu
Subartu o Subar (en accadi Šubartum/Subartum/ina Šú-ba-ri, en assiri Mât Šubarri; en sumeri: Su-bir4/Subar/Šubur; Subari a les Cartes d'Amarna i Šbr a Ugarit) va ser un país al nord de Namar, a l'Alta Mesopotàmia i a la zona del Tigris superior. No s'ha pogut identificar la seva situació exacta.
Subartu era aparentment un estat o un grup tribal organitzat al nord de Mesopotàmia, més que no pas un nom regional de l'alt Tigris. La zona es trobava dins de l'esfera d'influència dels hurrites. Els escrits accadis només esmenten que estava al nord i per a ells Subartu marcava el seu nord, com Martu marcava l'oest, Elam l'est i Sumèria el sud. Potser va ser l'origen del regne de Xupria.
Subartu apareix com a província a l'imperi de Lugal-Anne-Mundu, rei de la ciutat-estat d'Adab al segle xx aC. Sargon I va sotmetre el país i Naram-Sin d'Accàdia l'esmenta junt amb Arman, però es va independitzar cap al 2223 aC. Ixbi-Erra d'Isin i Hammurabi de Babilònia també reclamen victòries sobre Subar o Subartu. A les cartes d'Amarna, se l'anomena Subari i a l'arxiu d'Ugarit com Šbr. Sota els reis neobabilònics Nabopolassar, Nabucodonosor II i Nabònides), Subartu era el nom que s'utilitzava com a nom genèric per Assíria. Aquesta denominació encara estava en ús sota Cambises II, que esmenta captius subaris.
En tres de les Cartes d'Amarna (del segle xiv aC), es fa referència a Subari com a topònim: estan dirigides a Akhenaton i, en dues (EA 108 i 109), Rib-Hadda, rei de Biblos es queixa que Abdi-Asirta, rei d'Amurru, ha venut captius a Subari, i a la tercera (EA 100), de la ciutat d'Irqata, també es parla del transport de diverses estàtues de déus capturades cap a Subari.